# الدوره
الدوره (به فرانسوی: Deroua) یک شهرک در مراکش است که در استان برشید واقع شده‌است. الدوره ۴۷٬۷۱۹ نفر جمعیت دارد.